# Alex Christensen

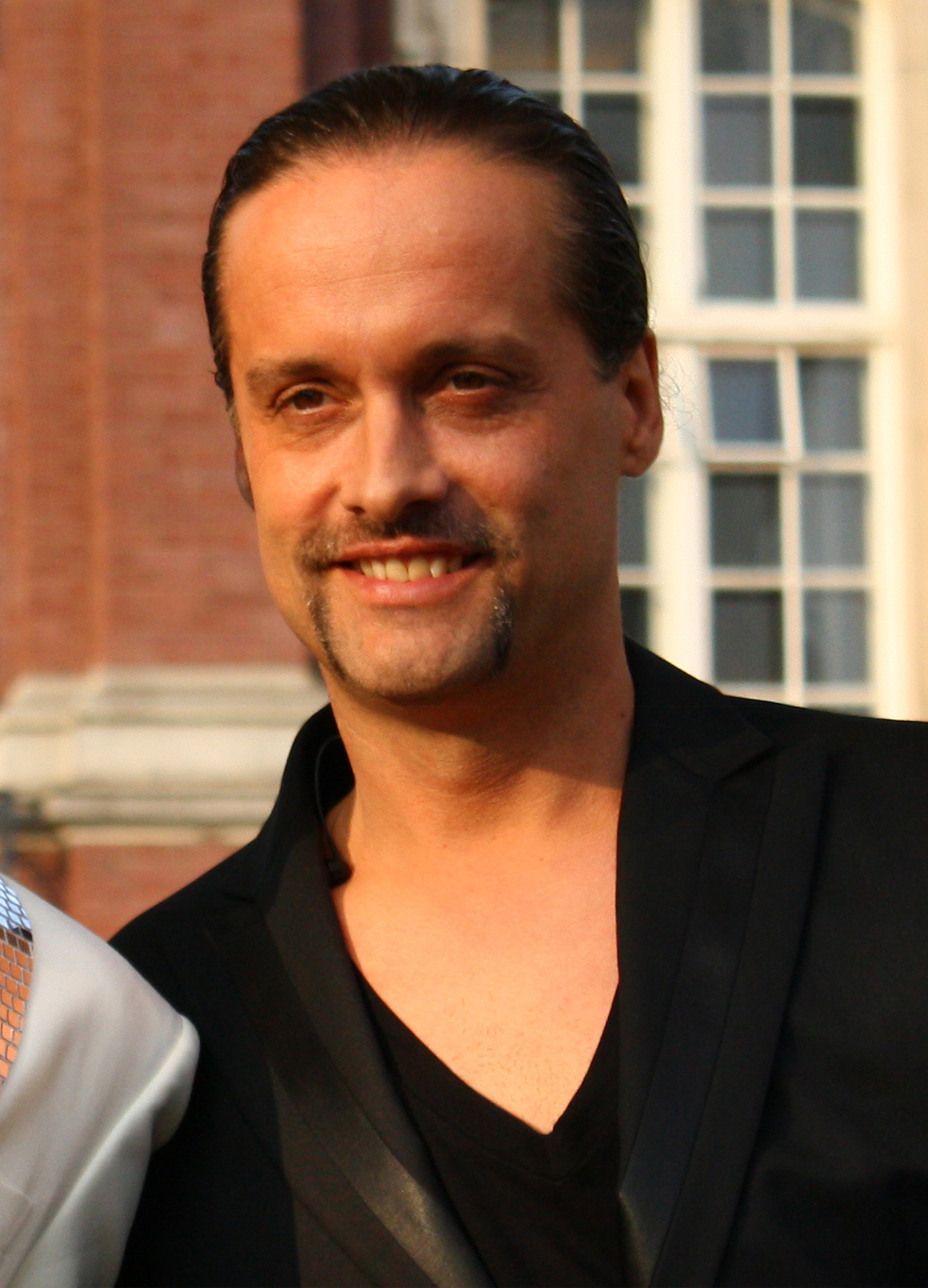
Alex Christensen (2009)

Alex Christensen (nascido a 7 de abril de 1967 em Wilhelmsburg, Hamburgo, Alemanha), ou Alex C. como é conhecido, é um compositor de música, produtor e DJ alemão.

## Festival Eurovisão da Canção
Alex Christensen foi selecionado internamente para representar a Alemanha no Festival Eurovisão da Canção 2009, com a canção "Miss Kiss Kiss Bang", que ficou em 20º lugar, com 35 pontos.